# Actias
Actias Leach, 1815 è un genere di lepidotteri appartenente alla famiglia Saturniidae., diffuso in Asia e in America Settentrionale e Centrale.

## Descrizione
Come tutte le Saturniidae, gli esemplari adulti non posseggono apparato boccale funzionale.

## Biologia
Le larve della maggior parte delle specie si nutre a spese di liquidambar, pino, noce, noce americano, acero, salice o altri alberi. La vita media dell'adulto varia da pochi giorni ad una settimana.

## Tassonomia

### Alcune specie
- Actias acutapex
- Actias aliena
- Actias angulocaudata
- Actias apollo
- Actias arianeae
- Actias artemis
- Actias australovietnama
- Actias brevijuxta
- Actias bulbosa
- Actias callandra
- Actias chapae
- Actias chrisbrechlinae
- Actias diana
- Actias dubernardi
- Actias dulcinea
- Actias eberti
- Actias felicis
- Actias gnoma
- Actias graesilia
- Actias groenendaeli
- Actias guangxiana
- Actias heterogyna
- Actias ignescens
- Actias isabellae
- Actias isis
- Actias keralana
- Actias kongjiara
- Actias lamdongensis
- Actias laotiana
- Actias laovieta
- Actias loeffleri
- Actias luna
- Actias maenas
- Actias neidhoeferi
- Actias ningpoana
- Actias parasinensis
- Actias peggyae
- Actias philippinica
- Actias rasa
- Actias rhodopneuma
- Actias rosenbergii
- Actias seitzi
- Actias selene
- Actias shaanxiana
- Actias sinensis
- Actias smetaceki
- Actias sumbawaensis
- Actias timorensis
- Actias truncatipennis
- Actias uljanae
- Actias vanschaycki
- Actias winbrechlini
- Actias witti
- Actias xenia